# Pyrgocythara annaclaireleeae
Pyrgocythara annaclaireleeae é uma espécie de gastrópode do gênero Pyrgocythara, pertencente a família Mangeliidae.